# مایک سیلوستر
مایک سیلوستر (انگلیسی: Mike Sylvester؛ زادهٔ ۱۰ دسامبر ۱۹۵۱) سرمربی (بسکتبال)، و بازیکن بسکتبال اهل ایالات متحده آمریکا است.
از باشگاه‌هایی که در آن بازی کرده‌است می‌توان به المپیا میلان اشاره کرد.